# The Sims 2
The Sims 2 este un joc pe PC de tip simulare socială. Acesta a reușit în ultimii ani să ajungă un best-seller. The Sims 2 este continuarea jocului The Sims. Pentru prima oară, jucătorii își controlează simșii de-a lungul întregii vieți, de la naștere și până la moarte. Fiecare alegere pe care o faceți are un efect relevant și dramatic asupra vieții simului dv. Simșii mai realiști, stilul de joc cu totul nou și nemaiîntâlnita adăugare a geneticii oferă jucătorilor o experiență Sims mai intensă și mai detaliată.

## Pachete de Expansiune
- The Sims 2: University
- The Sims 2: Nightlife
- The Sims 2: Open for Business
- The Sims 2: Pets
- The Sims 2: Seasons
- The Sims 2: Bon Voyage
- The Sims 2: FreeTime
- The Sims 2: Apartment Life

## Jocuri Sims 2 Separate
- The Sims Life Stories
- The Sims Castaway Stories
- The Sims Pet Stories

Prima varianta a jocului Sims, ce a devenit un fenomen mondial, a apărut in 17 septembrie 2004, si a cunoscut succes, vânzându-se într-un milion de exemplare în o zi de la lansarea acestuia pe piața mondială. Acesta a devenit al doilea cel mai bine vândut joc PC din istorie, doar după originalul, The Sims.

## Pachete de obiecte
Jocului i s-au introdus și pachete de obiecte și lucruri noi pentru amenajarea locuinței oamenilor simulați din joc. Acestea sunt:
- Christmas Party Pack
- Family Fun Stuff
- H&M Fashion Stuff
- Holiday Stuff
- Teen Style Stuff
- Kitchen and Bath Interior Design Stuff
- IKEA Home Stuff
- Glamour Life Stuff
- Celebration!Stuff
- Halloween